# 대구대덕초등학교
대구대덕초등학교는 대한민국 대구광역시 남구에 있는 공립 초등학교이다.

## 역사
- 1978-12-11 대구대덕초등학교 설립인가
- 1980-03-01 개교(1-6학년 36학급)
- 2017-02-15 제37회 졸업식(총 졸업생수 12,346명)
- 2017-03-01 14학급 편성(특수학급 1학급 포함)
- 2017-03-02 입학식(50명)
- 2018 해오름관(체육관) 신축
- 2018 1, 2 학년 교실 인테리어
- 2019 11-13 학예회